# Хлебородный
Хлеборо́дный — хутор в Целинском районе Ростовской области.
Входит в состав Михайловского сельского поселения.

## Население
| 2010 |
| ---- |
| 62   |

## Улицы
На хуторе имеется одна улица — Степная.